# Banzai
Banzai (japanisch 万歳, Kyūjitai 萬歲, dt. wörtlich „zehntausend Jahre“, sinngemäß „unzählige Jahre, sehr lange Zeit“ – leben) ist in Japan ein Hochruf, der Freude und Glück für „10.000“ Jahre bringen soll.
Ursprünglich wurde das Wort aus dem Chinesischen „wànsuì“ (chinesisch 萬歲 / 万岁, Pinyin wànsuì, Jyutping maan6seoi3) – wörtlich für zehntausend (Lebens-)Jahre übernommen und zur Ehrung des Kaisers verwendet.

## Geschichte
Der Ausruf „Banzai“ entstand während der Kaiserreichszeit. Bei der Verkündung der Verfassung des Japanischen Kaiserreiches im Jahr 1889 wurde der Ruf von Politikern publik gemacht. Der Artikel 1 der Verfassung des Japanischen Kaiserreiches erklärte „eine Dynastie überdauert zehntausend Jahre“.
In der Nachkriegszeit in Japan wurde der Ruf auch zum Ausdruck von allgemeiner Freude und Enthusiasmus verwendet.
Der Ruf wird oft dreifach wiederholt und vom Emporstrecken der Arme begleitet.

### Verwendung
Otoya Yamaguchi, der 1960 den sozialistischen Politiker Inejiro Asanuma mit einem traditionellen Kurzschwert getötet hatte, da er dessen politische Ideen als Affront gegen den Kaiser verstanden hatte, nutzte die Redewendung in seinen letzten Worten. Bevor er sich in seiner Zelle erhängte, schrieb er mit Zahncreme folgende Worte an die Wand:
„Sieben Leben für mein Land. Zehntausend Jahre für seine kaiserliche Majestät, den Tennō.“

## Banzai-Angriff
Banzai-Angriff (englisch Banzai-Charge) war während des Pazifikkriegs die Bezeichnung amerikanischer Soldaten für einen der oft fanatisch vorgetragenen Sturmangriffe der Japaner, bei dem sie während des Vorrückens Banzai schrien.

### Geschichte
Die Tradition von Banzai-Rufen auf Kaiser (Tennō heika banzai!) (天皇陛下万歳) oder Land (Nippon Banzai!) zum Einleiten eines Sturmangriffs geht auf die Schlachten des Mittelalters zurück, in denen aggressiv vorgetragene Frontalangriffe noch Aussicht auf Erfolg hatten. Während aber Europäer und Amerikaner im Ersten Weltkrieg die Erfahrung gemacht hatten, dass Sturmangriffe von Infanterie gegen einen Verteidiger mit automatischen Schusswaffen sinnlos sind und nur zu schweren Verlusten beim Angreifer führen, fehlte den Japanern diese Erfahrung. Solche Angriffe konnten im Zweiten Weltkrieg nur bei Nacht oder schlechten Sichtverhältnissen und auch nur dann, wenn der Gegner noch keine Verteidigung aufgebaut hatte, eine gewisse Aussicht auf Erfolg haben. Sie endeten in der Regel jedoch mit schweren Verlusten unter den angreifenden Soldaten oder der völligen Vernichtung der angreifenden Einheit, ohne dass diese dem Gegner ernsthaften Schaden zugefügt hätten.

### Gyokusai
In der amerikanischen Berichterstattung wurde in der Regel nicht zwischen gewöhnlichen Angriffen, die zwar riskant waren, aber klare taktische Zielsetzungen hatten und solchen, deren einziger Zweck der Tod der Angreifer war, unterschieden. So taucht der Begriff Banzai-Charge in zahlreichen englischsprachigen Veröffentlichungen zu den Schlachten um Guadalcanal auf, die 1942 stattfanden und damit vor dem ersten, offiziell von den Japanern als Gyokusai (玉砕) bezeichneten Selbstmordangriff im Mai 1943 auf Attu.
Japanische Veröffentlichungen während des Pazifikkrieges unterschieden dagegen zwischen normalen Angriffen und Gyokusai-Angriffen. Letztgenannte hatten einzig das Ziel, den Kämpfenden einen ehrenvollen Tod auf dem Schlachtfeld zu gewährleisten, anstatt in unehrenvolle Gefangenschaft zu geraten.